# Saison 2 d'Ally McBeal
Chronologie
Saison 1 d'Ally McBeal Saison 3 d'Ally McBeal
Cet article présente les vingt-trois épisodes de la deuxième saison de la série télévisée américaine Ally McBeal.

## Synopsis
Cette série met en scène un cabinet d'avocats de Boston dans lequel évoluent des personnages tous plus délirants les uns que les autres, avec en tête une avocate trentenaire à l'imagination débridée, Ally McBeal.

## Généralités
La seconde saison d'Ally McBeal a été diffusée aux États-Unis du 14 septembre 1998 au 24 mai 1999, sur le réseau Fox, devant une moyenne de 13.8 millions de téléspectateurs.
Tous les épisodes de la saison ont été écrits et produits par le créateur de la série David E. Kelley.
Cette saison a remporté 3 Primetime Emmy Awards (en) (meilleure série, meilleur son et meilleure guest pour Tracey Ullman), et le Golden Globe de la meilleure comédie, pour la deuxième année consécutive.

## Distribution
- Calista Flockhart (Ally McBeal)
- Greg Germann (Richard Fish)
- Peter MacNicol (John Cage)
- Jane Krakowski (Elaine Vassal)

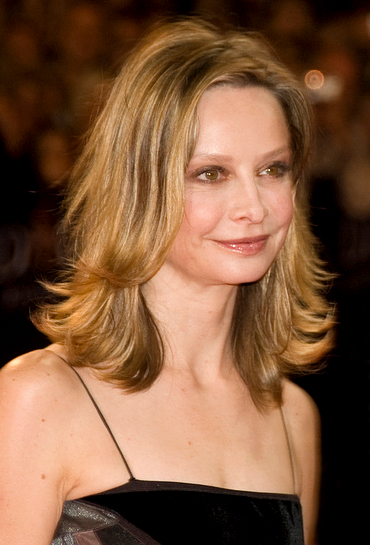
Calista Flockhart au Festival du Film Américain de Deauville en 2009

- Lisa Nicole Carson (Renée Raddick)
- Gil Bellows (Billy Thomas)
- Courtney Thorne-Smith (Georgia Thomas)
- Vonda Shepard (Elle-même)
- Portia de Rossi (Nelle Porter)
- Lucy Liu (Ling Woo)

## Épisodes

### Épisode 1:Rêve ou réalité
- Guest : Portia de Rossi (Nelle Porter), Tracey Ullman (Dr Tracey Clark)

### Épisode 2:Honni soit qui mal y pense
- Guest : Portia de Rossi (Nelle Porter), Lucy Liu (Ling Woo), Albert Hall (Juge Seymour Walsh)

### Épisode 3:Des saints et de seins
- Guest : Portia de Rossi (Nelle Porter), Lucy Liu (Ling Woo), Jennifer Holliday (Lisa Knowles)

### Épisode 4:C'est ma fête!
- Guest : Portia de Rossi (Nelle Porter), Lucy Liu (Ling Woo), Albert Hall (Juge Seymour Walsh), John Ritter (George Madison), Claudette Nevins.

### Épisode 5:Amour et châtiment
- Guest : Portia de Rossi (Nelle Porter), John Ritter (George Madison), Natasha Gregson Wagner.

### Épisode 6:Péché d'amour
- Guest : Portia de Rossi (Nelle Porter), Lucy Liu (Ling Woo), Dyan Cannon (Juge Jennifer "Frimousse" Cone), Richard T. Jones (Matt)

### Épisode 7:Montrez-moi vos dents
- Guest : Portia de Rossi (Nelle Porter) Lucy Liu (Ling Woo), Dyan Cannon (Juge Jennifer "Frimousse" Cone), Phil Leeds (Juge Happy), Jennifer Holliday (Lisa Knowles).

### Épisode 8:Sans les mains
- Guest : Portia de Rossi (Nelle Porter), Lucy Liu (Ling Woo), Justin Theroux (Raymond Brown).

### Épisode 9:On ne sait jamais
- Guest : Portia de Rossi (Nelle Porter), Lucy Liu (Ling Woo)

### Épisode 10:La licorne
À partir de cet épisode, Portia de Rossi et Lucy Liu, intègrent le générique.
- Guest : Dyan Cannon (Juge Jennifer "Frimousse" Cone), Richard T. Jones (Matt).

### Épisode 11:La vie rêvée
- Guest : Dyan Cannon (Juge Jennifer "Frimousse" Cone), Jesse L. Martin (Dr Gregory Butters), Sam Anderson (Mark Harrison).

### Épisode 12:Ne pas dépasser la dose prescrite
- Guest : Jesse L. Martin (Dr Gregory Butters), Lisa Thornhill (Kimberly Goodman), Bruce Willis (Dr Nickle).

### Épisode 13:Les deux anges
- Guest : Jesse L. Martin (Dr Gregory Butters), Mary Mara (en) (Julie Stall), Haley Joel Osment (Eric Stall).

### Épisode 14:Retour de flammes
- Guest : Jesse L. Martin (Dr Gregory Butters), Albert Hall (Juge Seymour Walsh).

### Épisode 15:La jalousie est aveugle
- Guest : Jesse L. Martin (Dr Gregory Butters), Tracey Ullman (Dr Tracey Clark).

### Épisode 16:Sexe, mensonge et politique
- Guest : Jesse L. Martin (Dr Gregory Butters), Zach Grenier (maitre Benson), Albert Hall (Juge Seymour Walsh), Jennifer Holliday (Lisa Knowles).

### Épisode 17:Guerre civile
- Guest : Jesse L. Martin (Dr Gregory Butters), Anson Mount (Kevin Wah), Carmen Argenziano (Harry Wah).

### Épisode 18:Main dans la main
- Guest : Albert Hall (Juge Seymour Walsh), Tony Shalhoub (Albert Shepley), Dyan Cannon (Juge Jennifer "Frimousse" Cone), Barry White (Himself).

### Épisode 19:Si on dansait?
- Guest : Rosie O'Donnell (Dr Hooper), Dyan Cannon (Juge Jennifer "Frimousse" Cone), Wendy Worthington (Margaret Camaro).

### Épisode 20:Une journée à la plage
- Guest : Jesse L. Martin (Dr Gregory Butters), Jennifer Rhodes (Gladys Claven), Michael Gross (Mr Volpe), Holland Taylor (Femme no 2).

### Épisode 21:L'accompagnateur
- Guest : Antonio Sabàto, Jr. (Kevin Wyatt), Christine Estabrook (Bonnie Mannix), Albert Hall (Juge Seymour Walsh), Jesse L. Martin (Dr Gregory Butters).

### Épisode 22:Illusions perdues
- Guest : Barbara Alyn Woods (Kelly Philbrick), Albert Hall (Juge Seymour Walsh), Anne-Marie Johnson (Procureur Foster), Al Green (Himself), Robert Picardo (Barry Philbrick), Wendy Worthington (Margaret Camaro).

ALLY et John défendent une femme accusée d'escroquerie par son mari. Après deux ans de relation, il a découvert de nombreuses lettres adressées à un même homme, un certain Mickael, dont la première date d'une dizaine d'années. Il en conclut que sa femme ne l'a jamais aimé, qu'elle s'est mariée avec lui par intérêt et l'attaque donc pour fraude qualifiée... De son côté, la femme affirme que Mickael est un personnage fictif. En plein jugement, Ally est assaillie d'hallucinations, ce qui les oblige à repousser l'audience.

### Épisode 23:Je le connais par cœur
- Guest : Al Green (Himself), Wendy Worthington (Margaret Camaro).

Après avoir une nouvelle fois été victime d'hallucinations dans la nuit, Ally décide de ne pas aller au bureau. Ses problèmes font l'objet d'un "conseil de guerre" au cabinet. Adepte des méthodes expéditives, Fish se rend à son chevet lui conseillant de faire le grand ménage dans sa vie et de laisser tomber ses rêves de midinette, mais elle refuse de l'écouter.